# Мертвица (приток Чёрной Натопы)
Мертвица — река в Могилёвской области Белоруссии. Правый приток Чёрной Натопы.
Длина реки — 23 км, площадь водосборного бассейна — 106 км². Исток у деревни Доленщина Кричевского района. Направление течения сначала на восток, потом на север. На реке находятся деревни Осовец, Баевка, Высокое, Мирное. Впадает в Чёрную Натопу возле деревни Молятичи.
Притоки: Озерище (правый), Сорочинка (левый).